# Project Reason
Project Reason – fundacja charytatywna założona przez Sama Harrisa, mająca na celu propagowanie wiedzy naukowej i sekularyzmu w społeczeństwie. Zachęca do krytycznego myślenia. Zajmuje się zwoływaniem kongresów, produkcją filmów, funduje badania naukowe i badania opinii publicznej, pomaga innym organizacjom non-profit oraz oferuje materialne wsparcie dla religijnych dysydentów i intelektualistów – w celu podważenia wpływu dogmatyzmu, przesądów i bigoterii.

## Członkowie fundacji
Projekt przyciągnął wiele osobistości z różnych dziedzin, do fundacji należą m.in.:

- Peter Atkins
- Jerry Coyne
- Richard Dawkins
- Daniel Dennett
- Ayaan Hirsi Ali
- Christopher Hitchens
- Harold Kroto
- Bill Maher
- Ian McEwan
- Steven Pinker
- Salman Rushdie
- Lee M. Silver
- Ibn Warraq
- Steven Weinberg